# I See the Light
"I See the Light" là một ca khúc do nhà soạn nhạc Alan Menken và nhà viết lời bài hát Glenn Slater sáng tác cho phim hoạt hình chiếu rạp thứ 50 của Walt Disney Animation Studios Công chúa tóc mây (2010). Là một bản song ca do nữ diễn viên và ca sĩ người Mỹ Mandy Moore cùng nam diễn viên Mỹ Zachary Levi thể hiện trong vai các nhân vật chính của họ trong phim, Rapunzel và Flynn Rider, ca khúc pop ballad có chất liệu dân gian này đóng vai trò vừa là bản tình ca lẫn bài hát chủ đề của phim. Về mặt lời ca, "I See the Light" diễn tả tình yêu đang lớn dần giữa Rapunzel và Flynn. Bài hát xuất hiện ở track thứ bảy trong album nhạc phim.
Họa sĩ hoạt hình Glen Keane của Disney là người đầu tiên hình thành nên ý tưởng chophim Công chúa tóc mây. Sau đó, hãng Walt Disney Animation Studios mời nhà soạn nhạc gạo cội của Disney Alan Menken và nhà viết lời bài hát Glenn Slater tới viết các ca khúc cho phim. Ban đầu, Menken và Slater viết một phiên bản "I See the Light" trang trọng hơn, sau đó mới sửa lại thành một ca khúc nhẹ nhàng, đơn giản và mang hơi hướng dân gian hơn. Sau này Menken kể rằng, trong số năm ca khúc của Công chúa tóc mây, ông tự hào với "I See the Light" nhất.
"I See the Light" nhận được phản hồi ở mức trung bình khá từ các nhà phê bình điện ảnh và âm nhạc, họ có ý kiến trái chiều về nội dung của ca khúc và tính sáng tạo của nó. Tuy nhiên, "phân cảnh thả đèn trời" chứa ca khúc "I See the Light" của Rapunzel và Flynn nhận được phản hồi rất tích cực, nhiều nhà báo và nhà bình luận ca ngợi hiệu ứng hình ảnh của đoạn trích. Về chuyên môn, cả ca khúc và phân cảnh này được so sánh nhiều với các phân cảnh nhạc kịch lãng mạn tương tự trong các phim hoạt hình Disney trước đây, trong đó có "Kiss the Girl" trong phim Nàng tiên cá (1989) và "A Whole New World" trong phim Aladdin (1992), cả hai đều là các bản tình ca do Menken viết.
Mặc dù nhận được phản hồi không quá xuất sắc, "I See the Light" đã được trao một số giải thưởng. Bài hát được đề cử giải Oscar và giải Quả cầu vàng cho ca khúc trong phim hay nhất năm 2011, nhưng đều không giành được, lần lượt để mất vào hai bài hát "We Belong Together" trong phim Câu chuyện đồ chơi 3 (2010) và "You Haven't Seen the Last of Me" trong phim Burlesque (2010). Sau đó, "I See the Light" còn giành Las Vegas Film Critics Society Award  cho Giải Cộng đồng phê bình phim Las Vegas cho ca khúc trong phim hay nhất và giải Grammy cho Ca khúc nhạc phim hay nhất. Kể từ khi phát hành, đã có nhiều ca sĩ hát lại ca khúc này, trong đó đó một số nghệ sĩ nhà hát kịch như David Harris và Lucy Durack, cùng ca sĩ nhạc cổ điển Jackie Evancho.

## Bối cảnh
Ý tưởng về một bộ phim hoạt hình dựa theo truyền cổ tích "Rapunzel" của anh em nhà Grimm ban đầu do họa sĩ hoạt hình Disney Glen Keane từ năm 1998. Nhà soạn nhạc gạo cội của Disney Alan Menken vừa mới hoàn thành phần nhạc phim cho phim Chuyện thần tiên ở New York của Walt Disney Pictures (2007) thì ông nhận được cuộc gọi từ Walt Disney Animation Studios vào năm 2008. Họ mời ông soạn nhạc cho bộ phim hoạt hình sắp tới của hãng Công chuấ tóc mấy. Khi nhận lời, Menken mời Glenn Slater, một người đồng nghiệp thường xuyên cộng tác với ông, gần đây nhất là trong phim Ngôi nhà trên núi (2004) của Disney và phiên bản nhạc kịch Broadway chuyển thể của phim Nàng tiên cá (1989), để cùng tham gia viết lời ca khúc với mình.
Hiểu rằng Công chúa tóc mây sẽ không phải là "một phim nhạc kịch [truyền thống] như Người đẹp và quái thú hay [The] Hunchback of Notre Dame", cả hai đều do Menken soạn nhạc, ông miêu tả bộ phim sẽ là "một sự kết hợp"ref>Murray, Rebecca (2010). "Exclusive Interview with Alan Menken on 'Tangled'". About.com. About.com. Bản gốc lưu trữ ngày 20 tháng 1 năm 2011. Truy cập ngày 15 tháng 12 năm 2013.</ref> bởi nó "khác xa so với [một] tác phẩm cổ điển chuyển sang nhạc kịch." Với Công chúa tóc mây, Menken đặt ra thử thách cho chính mình là mang tới một âm hưởng mới lạ, khác xa so với phong cách nhạc kịch của các dự án phim và các ca khúc chịu ảnh hưởng từ nhạc kịch Broadway trước đây. Lấy cảm hứng từ mô-típ mới của Rapunzel, với "mái tóc dài và khát vọng tự do", Menken quyết định chọn thể loại nhạc kịch rock dân gian của thập niên 1960, cụ thể là tài năng và phong cách nghệ thuật từ ca sĩ-nhạc sĩ người Canada Joni Mitchell làm nguồn cảm hứng chính.

## Sáng tác và thu âm
Khi đi vào thực tế sáng tác các ca khúc cho phim, Menken và Slater "phải tìm một khoảnh khắc thích hợp để hai nhân vật chính hát." Với trường hợp cụ thể của "I See the Light", Menken kể tỉ mỉ, "Bài hát đèn lồng... nó có vẻ nằm ngoài cái gọi là sự hoàn mỹ và [Rapunzel] cuối cùng được nhìn thấy lễ thả đèn lồng và khoảnh khắc này đến. Nó giống như It’s more of a montage number."
Menken và Slater ban đầu định để "I See the Light" mang âm hưởng hơi "trang trọng" hơn". Hai nhạc sĩ sau đó đã đổi ý, viết lại "I See the Light" thành một bài hát nhẹ nhàng, mang hơi hướng nhạc dân gian hơn. Menken nói về quá trình sáng tạo của mình, "chúng tôi bắt đầu viết giai điệu, sắp xếp lời ca và các đoạn điệp âm và hoà âm, rồi chúng tôi chờ đợi một cái gì đó để gắn vào". Ngoài ra, Menken còn công nhận rằng, trong số năm bài hát của Công chúa tóc mây, ông tự hào nhất với "I See the Light" bởi nó "nằm ở một khoảnh khắc tuyệt vời trong phim và tôi thấy hài lòng với vẻ đẹp và sự đơn giản của nó."
Tương tự, đồng đạo diễn Byron Howard cũng tỏ ra thích thú ngay lập tức với ca khúc này. Ca ngợi "I See the Light" là bài hát yêu thích của ông trong phim, Howard nhận xét, "Lúc [đồng đạo diễn Nathan Greno và tôi] nghe bản thu thử của Alan Menken, chúng tôi biết đó sẽ là một ca khúc truyền thống."
Một bản song ca lãng mạn cất lên dưới dạng lời kể chuyện của hai nhân vật chính, Rapunzel và Flynn Rider, "I See the Light" do ca sĩ và nữ diễn viên người Mỹ Mandy Moore trong vai Rapunzel cùng với nam diễn viên Mỹ Zachary Levi trong vai Flynn Rider thể hiện. Khi thu âm Công chúa tóc mây, Moore và Levi chỉ gặp mặt và làm việc cùng nhau đúng hai lần vào hai dịp khác nhau, một trong số đó là để thu âm "I See the Light". Theo Levi, and và Moore lần đầu tập luyện với nhau trực tiếp cùng một dàn nhạc gồm 80 người của phim, sau đó được chia vào các phòng riêng biệt để thu âm lời và nhạc riêng rẽ với nhau.

## Cảnh phim
Xuất hiện gần cuối Công chúa tóc mây, "I See the Light" nằm ở nửa sau của phim không lâu sau khi Rapunzel và Flynn Rider hoàn thành chuyến đi trốn khỏi toà tháp của mẹ Gothel đến vương quốc Corona. Họ tới vừa kịp lúc để xem lễ thả đèn lồng hàng năm mà Rapunzel đã dành cả mười tám năm cuộc đời mình nhìn ngắm từ xa trong sự giam hãm của mẹ Gothel. Hai người lên một chiếc thuyền để ngắm buổi lễ khi "bầu trời đêm rực sáng với một biển đèn lồng." Trong phân cảnh then chốt này, được các nhà phê bình đánh giá là "đỉnh cao cảm xúc" của phim bởi "ước mơ xem thả đèn lồng của Rapunzel có vẻ đã trọn vẹn", ca khúc vừa "làm ngời sáng… những chiếc đèn lồng bay lên cao" mà quan trọng hơn nó còn cho thấy "tình cảm lãng mạn đang hé nở" giữa Rapunzel và Flynn, hai con người đang bắt đầu yêu nhau.

Rapunzel và Flynn Rider trong phân cảnh thả đèn trời "I See the Light".

Theo Marianne Paluso của báo Catholic News Agency, Rapunzel, trong cảnh này, "cuối cùng đã tận mắt nhìn thấy buổi lễ thả đèn lồng kỳ diệu mà cô mong ước suốt cuộc đời mình". Còn trong khi đó, khán giả được chứng kiến cách "tình yêu... nảy nở giữa "hai nhân vật chính của phim. Được nhiều nhà phê bình đánh giá là một trong những "khoảnh khắc đỉnh cao" của Tangled, Rapunzel và Flynn vừa thể hiện bản song ca lãng mạn vừa "công kích nhau" trong lửa tình đang bừng cháy
Với bối cảnh lãng mạn và lời ca của "I See the Light", bài hát đã được so sánh với nhiều ca khúc và phân cảnh tương ứng trong các phim hoạt hình Disney trước đây, trong đó nhiều nhất là với các ca khúc "Kiss the Girl" trong Nàng tiên cá (1989) và "A Whole New World" trong Aladdin (1992), cả hai bản ballad lãng mạn trên cũng đều do Menken sáng tác. Nhà phê bình Steven D. Greydanus của tờ Decent Films Guide, so sánh phân cảnh này với phân cảnh "Nutcracker Suite" trong phim hoạt hình Fantasia (1940) của Disney, miêu tả đó là "khoảnh khắc hình ảnh siêu việt."
Trong quá trình sản xuất phim, hai đạo diễn của Tangled là Byron Howard và Nathan Greno liên tục đặc biệt đề cao phân cảnh này và nói với nhóm sản xuất rằng "I See the Light" "sẽ là cảnh phim hoạt hình hoành tráng nhất bạn từng được xem." Theo Greno, 45.000 chiếc đèn trời sử dụng trong phân cảnh lấy cảm hứng trực tiếp từ những buổi lễ truyền thống của người Indonesia trong đó người dân "làm những chiếc đèn lồng bằng giấy và thả lên trời."

## Sáng tác
Là một ca khúc tình yêu "mơ mộng" hàm chứa "cảm xúc lãng mạn cổ điển", "I See the Light" là một bản pop ballad lãng mạn "tươi tắn và tràn đầy sức sống" với một giai điệu "bay bổng" kéo dài ba phút bốn mươi tư giây. Kết hợp cả hai phong cách cổ điển và hiện đại cùng với âm hưởng dân gian, lời hát của bản song ca lãng mạn "đáng yêu" này xoay quanh tình yêu đang lớn dần giữa hai nhân vật chính Rapunzel và Flynn; khi giữa họ "bắt đầu có mối liên hệ về mặt tình cảm" và cuối cùng yêu nhau, thì tình cảm ấy cuối cùng đã giúp họ "[nhìn] cuộc đời theo một cách hoàn toàn mới".
Theo như bản nhạc chính thức của ca khúc do Walt Disney Music Publishing phát hành trên trang web Musicnotes.com, "I See the Light" là một bản pop ballad có tempo trung bình, viết ở khoá Đô trưởng (sao đó chuyển sang Mi giáng trưởng) với tempo tương đối chậm ở mức 104 nhịp trên phút. Tựu trung lại, quãng giọng của Moore và Levi trải trên hai quãng tám, nốt thấp của Levi là B♭2 và nốt cao của Moore là E♭5. Bên cạnh giọng hát, phần nhạc đệm của ca khúc có sử dụng đàn hạc, acoustic guitar và dàn nhạc giao hưởng.

## Các phiên bản hát lại
- Jackie Evancho thu âm lại bài hát này trong album được phát hành năm 2012 của cô Songs from the Silver Screen.
- Trong album được phát hành năm 2012 Disney - Koe no Oujisama Vol.2, chứa nhiều bản cover (hát lại) các ca khúc của Disney của các diễn viên lồng tiếng Nhật Bản, bài hát này được thể hiện bởi Hikaru Midorikawa và Takahiro Sakurai
- David Harris hát lại bản tình ca này (cùng với Lucy Durack) trong album được phát hành năm 2011 của anh 'At This Stage'
- Trịnh Nguyễn Hồng Minh hát lại bài hát này trong vòng Biểu diễn trực tiếp của chương trình Giọng hát Việt nhí (mùa 3).

## Giải thưởng và đề cử
| Giải Oscar lần thứ 83                                 | Giải Oscar lần thứ 83                                 | Giải Oscar lần thứ 83                                 | Giải Oscar lần thứ 83                                 | Giải Oscar lần thứ 83                                 | 2010 | Bài hát gốc hay nhất                    | Tangled:Official Soundtrack | Đề cử     |
| Giải thưởng của Hội đồng phê bình phim chiếu rạp 2010 | Giải thưởng của Hội đồng phê bình phim chiếu rạp 2010 | Giải thưởng của Hội đồng phê bình phim chiếu rạp 2010 | Giải thưởng của Hội đồng phê bình phim chiếu rạp 2010 | Giải thưởng của Hội đồng phê bình phim chiếu rạp 2010 | 2010 | Bài hát hay nhất                        | Tangled:Official Soundtrack | Đề cử     |
| Giải Quả cầu vàng lần thứ 68                          | Giải Quả cầu vàng lần thứ 68                          | Giải Quả cầu vàng lần thứ 68                          | Giải Quả cầu vàng lần thứ 68                          | Giải Quả cầu vàng lần thứ 68                          | 2010 | Bài hát gốc hay nhất                    | Tangled:Official Soundtrack | Đề cử     |
| Cộng đồng phê bình phim Las Vegas                     | Cộng đồng phê bình phim Las Vegas                     | Cộng đồng phê bình phim Las Vegas                     | Cộng đồng phê bình phim Las Vegas                     | Cộng đồng phê bình phim Las Vegas                     | 2010 | Bài hát gốc hay nhất                    | Tangled:Official Soundtrack | Đoạt giải |
| Giải Grammy lần thứ 54                                | Giải Grammy lần thứ 54                                | Giải Grammy lần thứ 54                                | Giải Grammy lần thứ 54                                | Giải Grammy lần thứ 54                                | 2011 | Bài hát hay nhất được viết cho phim ảnh | Tangled:Official Soundtrack | Đoạt giải |

## Chứng nhận
| Quốc gia                                                    | Chứng nhận  | Số đơn vị/doanh số chứng nhận |
| ----------------------------------------------------------- | ----------- | ----------------------------- |
| Anh Quốc (BPI)                                              | Vàng        | 400.000‡                      |
| Hoa Kỳ (RIAA)                                               | 2× Bạch kim | 2.000.000‡                    |
| ‡ Chứng nhận dựa theo doanh số tiêu thụ và phát trực tuyến. |             |                               |